# 2015-ös magyar atlétikai bajnokság
A 2015-ös magyar atlétikai bajnokság a 120. bajnokság volt.

## Időpontok
- téli dobó bajnokság: február 21., Puskás Ferenc Stadion edzőpálya
- téli gerelyhajító bajnokság: február 28., Budapest
- 50 km-es gyaloglás: március 21., Gyűgy
- mezeifutás: március 14., Kecskemét
- 20 km-es gyaloglás: április 25., Békéscsaba
- 10 000 m: május 3., Budapest
- váltó bajnokság: május 17., Székesfehérvár
- pályabajnokság: augusztus 7-9., Székesfehérvár
- félmaraton: szeptember 13., Budapest
- többpróba: szeptember 19-20., Székesfehérvár
- 10 km: szeptember 27., Szombathely
- maraton: október 11., Budapest

## Eredmények

### Férfiak
| Versenyszám            | Arany                                                                     | Arany                        | Ezüst                                                                 | Ezüst                        | Bronz                                                                 | Bronz                        |
| ---------------------- | ------------------------------------------------------------------------- | ---------------------------- | --------------------------------------------------------------------- | ---------------------------- | --------------------------------------------------------------------- | ---------------------------- |
| 100 m                  | Szabó Dániel Alba Regia AK                                                | 10,65                        | Ónodi Dávid NYSC                                                      | 10,68                        | Sipos János Szolnoki MÁV                                              | 10,77                        |
| 200 m                  | Móricz Bálint Haladás VSE                                                 | 21,63                        | Szabó Dániel Alba Regia AK                                            | 21,72                        | Bézsenyi Gergely Bp. Honvéd                                           | 21,74                        |
| 400 m                  | Kovács Zoltán Gödöllői EAC                                                | 47,45                        | Móricz Bálint Haladás VSE                                             | 47,73                        | Lukács Bálint Favorit AC                                              | 48,27                        |
| 800 m                  | Kazi Tamás Debreceni SC-SI                                                | 1,48,72                      | Szemeti Péter Újpesti TE                                              | 1:49,74                      | Kiss Gergő VEDAC                                                      | 1:50,36                      |
| 1500 m                 | Gregor László Békéscsabai AC                                              | 3:47,17                      | Kovács Benjámin Újpesti TE                                            | 3:47,17                      | Kazi Tamás Debreceni SC-SI                                            | 3:47,81                      |
| 5000 m                 | Gregor László Békéscsabai AC                                              | 14:13,68                     | Tábor Miklós Békéscsabai AC                                           | 14:22,72                     | Minczér Albert VEDAC                                                  | 14:32,30                     |
| 10 000 m               | Gregor László Békéscsabai AC                                              | 29:51,52                     | Matkó Csaba Újpesti TE                                                | 30:05,14                     | Farkas Dárius BEAC                                                    | 30:20,73                     |
| maraton                | Soós Dániel Bp. Honvéd                                                    | 2:25:18                      | Jenkei Péter Vasas                                                    | 2:25:53                      | Izer Ádám ELTE ADSK                                                   | 2:27:09                      |
| 110 m gát              | Baji Balázs Békéscsabai AC                                                | 13,51                        | Szűcs Valdó Zalaegerszegi AC                                          | 14,04                        | Propszt Norbert Bp. Honvéd                                            | 14,86                        |
| 400 m gát              | Koroknai Máté Debreceni SC-DSI                                            | 50,72                        | Bartha László VEDAC                                                   | 53,21                        | Kővári Tamás Ikarus BSE                                               | 53,33                        |
| 3000 m akadály         | Juhász Balázs Debreceni SC-SI                                             | 8:53,06                      | Dani Áron BEAC                                                        | 8:58,34                      | Tulok Mátyás Újpesti TE                                               | 9:23,22                      |
| 4 × 100 m              | Baki Barnabás Szűcs Valdó Balogh Péter Köcse Richárd Zalaegerszegi AC     | 41,45                        | Pető Szilveszter Boros Bence Sipos János Ecseki Dániel Szolnoki MÁV   | 41,46                        | Tóth Áron Pálmai Márk Csuhai Péter Bézsenyi Gergely Viktor Bp. Honvéd | 41,55                        |
| 4 × 200 m váltó        | Bézsenyi Gergely Csuhaju Péter Bornemissza Gergely Pálmai Márk Bp. Honvéd | 1:26,43                      | Pázmándi Zsolt Kovács Zoltán Mucsi Róbert Tarlukács Ádám Gödöllői EAC | 1:27,74                      | Grünfelder Szilárd Bódis Péter Együd Máté Orosz Zoltán TFSE           | 1:30,45                      |
| 4 × 400 m              | Gutema Emanuel Kazi Tamás Pápai Márton Koroknai Máté Debreceni SC-SI      | 3:15,01                      | Mucsi Róbert Kovács Zoltán Kálmán Bálint Takács Ákos Gödöllői EAC     | 3:16,40                      | Kása Tibor Koszti Dániel Jagodics Dennis Boda Boldizsár Haladás VSE   | 3:18,43                      |
| 4 × 800 m váltó        | Matkó Csaba Kovács Benjámin Tulok Mátyás Vindics Balázs Újpesti TE        | 7:37,11                      | Dózsa László Kubicsek Máté Kolossváry István Kelemen Bence TFSE       | 7:44,62                      | Dénes Ervin Ludvig Benjamin Wagner Gábor Kővári Tamás Ikarus BSE      | 7:47,66                      |
| 20 km gyaloglás        | Helebrandt Máté NYSC                                                      | 1:23:04                      | Srp Miklós Bp. Honvéd                                                 | 1:31:20                      | Venyercsán Bence Bp. Honvéd                                           | 1:32,14                      |
| 50 km gyaloglás        | Srp Miklós Bp. Honvéd                                                     | 4:01,44                      | Rácz Sándor Újpesti TE                                                | 4:05,03                      | Marinka Zsolt SZVS                                                    | 5:08,05                      |
| magasugrás             | Bakosi Péter NYSC                                                         | 2,22 m                       | Fajoyomi Viktor Kecskeméti ARC                                        | 2,12 m                       | Horváth Csaba Benjámin Ikarus BSE                                     | 2,04 m                       |
| rúdugrás               | Kéri Tamás Ikarus BSE                                                     | 5,20 m                       | Szabó Dezső Győri AC                                                  | 5,10 m                       | Kecskés Levente Zsolt Ikarus BSE                                      | 4,80 m                       |
| távolugrás             | Galambos Tibor Ferencvárosi TC                                            | 7,57 m                       | Virovesz István Ferencvárosi TC                                       | 7,42 m                       | Fajoyomi Viktor Kecskeméti ARC                                        | 7,42 m                       |
| hármasugrás            | Galambos Tibor Ferencvárosi TC                                            | 15,97 m                      | Pál Robin NYSC                                                        | 15,47 m                      | László Dávid Alba Regia AK                                            | 15,28 m                      |
| súlylökés              | Rakovszky Tibor KSI                                                       | 17,50 m                      | Kürthy Lajos Mohácsi TE                                               | 17,41 m                      | Páli Viktor VEDAC                                                     | 17,03 m                      |
| diszkoszvetés          | Kővágó Zoltán Szolnoki Honvéd                                             | 62,71 m                      | Huszák János Ferencvárosi TC                                          | 57,55 m                      | Seres András Maximus SE                                               | 56,92 m                      |
| kalapácsvetés          | Pars Krisztián Dobó SE                                                    | 78,35 m                      | Pásztor Bence VEDAC                                                   | 72,41 m                      | Hudi Ákos VEDAC                                                       | 71,48 m                      |
| gerelyhajítás          | Rivasz-Tóth Norbert Törökszentmiklósi DAK                                 | 72,18 m                      | Gulyás Tamás Szolnoki MÁV                                             | 72,04 m                      | Magyari Zoltán MTK                                                    | 71,65 m                      |
| tízpróba               | Galambos Tibor Ferencvárosi TC                                            | 6786                         | Bakos Tamás Ferencvárosi TC                                           | 5957                         | Galambos Zsolt Ferencvárosi TC                                        | 5944                         |
| tízpróba csapat        | Galambos Tibor Bakos Tamás Galambos Zsolt Ferencvárosi TC                 | 18 687                       | Huszti Gábor Bodorkós Tamás Kútsági Bálint ELTE ADSK                  | 13 056                       | Több induló nem volt.                                                 | Több induló nem volt.        |
| 10 km                  | Gregor László Békéscsabai AC                                              | 30:24                        | Farkas Dárius BEAC                                                    | 31:12                        | Jenkei Péter Vasas                                                    | 31:16                        |
| 10 km csapat           | Kovács Attila Nemes Gergő Petrovics Alex Szombathelyi ESE                 | 26                           | Nick Márton Barabás Gábor Kis Áron VEDAC                              | 35                           | Zsigmond Előd Orsós Zoltán Deák Bálint AC Szekszárd                   | 46                           |
| félmaraton             | Józsa Gábor MAC                                                           | 1:06:39                      | Csere Gáspár BEAC                                                     | 1:06:42                      | Soós Dániel Bp. Honvéd                                                | 1:06:44                      |
| félmaraton csapat      | Kovács Tamás Minczér Albert Kis Áron VEDAC                                | 3:27:00                      | Soós Dániel Khoór Bence Rajnai Tamás Bp. Honvéd                       | 3:38:08                      | Szabó Gábor Varga Dániel Deli Gergely ELTE ADSK                       | 3:38:38                      |
| maraton csapat         | Izer Ádám Beda Szabolcs Szabó Gábor ELTE ADSK                             | 7:30:59                      | Soós Dániel Khoór Bence Rajnai Tamás Bp. Honvéd                       | 7:45:51                      | Burucs Ferenc Boroznaki Lajos Varga Dániel ELTE ADSK                  | 7:57:59                      |
| 20 km gyaloglás csapat | Srp Miklós Venyercsán Bence Venyercsán László Bp. Honvéd                  | 4:52:18                      | Bagdány Tomasz Burger Donát Szegedi Miklós Tatabányai SC              | 5:06:07                      | Több induló nem volt.                                                 | Több induló nem volt.        |
| 50 km gyaloglás csapat | Nem volt értékelhető csapat.                                              | Nem volt értékelhető csapat. | Nem volt értékelhető csapat.                                          | Nem volt értékelhető csapat. | Nem volt értékelhető csapat.                                          | Nem volt értékelhető csapat. |
| mezeifutás 10 km       | Gregor László Békéscsabai AC                                              | 31:40,55                     | Koszár Zsolt SYN-FIT SZTG                                             | 31:57,29                     | Kovács Tamás VEDAC                                                    | 32:02,47                     |
| mezeifutás csapat      | Kovács Tamás Minczér Albert Kis Áron VEDAC                                | 29                           | Halász Ádám Fazekas Milán Baumholczer Máté Pécsi SN. Zrt              | 43                           | Kovács Benjámin Matkó Csaba Vindics Balázs Újpesti TE                 | 44                           |

### Nők
| Versenyszám            | Arany                                                                 | Arany            | Ezüst                                                                 | Ezüst            | Bronz                                                                   | Bronz                 |
| ---------------------- | --------------------------------------------------------------------- | ---------------- | --------------------------------------------------------------------- | ---------------- | ----------------------------------------------------------------------- | --------------------- |
| 100 m                  | Kaptur Éva Gödöllői EAC                                               | 11,87            | Reizinger Fanni Bp. Honvéd                                            | 12,12            | Csóti Jusztina Keszthely VDSE                                           | 12,17                 |
| 200 m                  | Kaptur Éva Gödöllői EAC                                               | 24,65            | Reizinger Fanni Bp. Honvéd                                            | 25,08            | Nádházy Evelin Postás SE                                                | 25,27                 |
| 400 m                  | Kéri Bianka Veszprémi EDAC                                            | 54,74            | Nádházy Evelin Postás SE                                              | 55,72            | Budai Boglárka Alba Regia AK                                            | 57,21                 |
| 800 m                  | Kéri Bianka Veszprémi EDAC                                            | 2:06,94          | Kenesei Zsanett BEAC                                                  | 2:08,52          | Aradi Bernadett Debreceni SC-SI                                         | 2:12,14               |
| 1500 m                 | Kenesei Zsanett BEAC                                                  | 4:25,50          | Kácser Zita Békéscsabai AC                                            | 4:26,02          | Balog Evelin BEAC                                                       | 4:37,82               |
| 5000 m                 | Kácser Zita Békéscsabai EAC                                           | 16:55,70         | Gyürkés Viktória Ikarus BSE                                           | 17:12,83         | Staicu Simona Dunakeszi VSE                                             | 17:40,60              |
| 10 000 m               | Kácser Zita Békéscsabai AC                                            | 34:13,04         | Gyürkés Viktória Ikarus BSE                                           | 34:55,82         | Staicu Simona Dunakeszi VSE                                             | 35:41,55              |
| maraton                | Merényi Tímea Krisztina Bp. Honvéd                                    | 2:45:08          | Staicu Simona Dunakeszi VSE                                           | 2:47:33          | Laluska Zsuzsa Szabina ELTE ADSK                                        | 2:50:56               |
| 100 m gát              | Krizsán Xénia Bp. Honvéd                                              | 13,70            | Kozák Luca Debreceni SC SI                                            | 13,81            | Répási Petra Gödöllői EAC                                               | 13,96                 |
| 400 m gát              | Szűcs Noémi HÓDIÁK                                                    | 59,33            | Zsiga Mónika Alba Regia AK                                            | 1:00,57          | Zajovics Nóra Győri AC                                                  | 1:00,70               |
| 3000 m akadály         | Kácser Zita Békéscsabai AC                                            | 10:38,59         | Kószás Kriszta Győri AC                                               | 10:41,55         | Somogyi Anett VEDAC                                                     | 10:47,03              |
| 4 × 100 m váltó        | Répási Petra Kaptur Éva Budai Alexandra Baráti Patrícia Gödöllői EAC  | 46,37            | Huszár Kitti Frey Virág Zsiga Mónika Pálinkás Dóra Alba Regia AK      | 47,66            | Loránd Lilla Renkó Evelin Csorba Eszter Kéri Bettina VEDAC              | 50,22                 |
| 4 × 200 m váltó        | Pálinkás Dóra Frey Virág Zsiga Mónika Zsigovics Natália Alba Regia AK | 1:33,73          | Pazonyi Réka Palásti Luca Fábri Anna Guba Liliána NYSC                | 1:40,69          | Kálmán Csenge Turcsik Katalin Budai Alexandra Juhász Fanni Gödöllői EAC | 1:43,58               |
| 4 × 400 m váltó        | Fábri Anna Guba Liliána Osváth Krisztina Palásti Luca Anna NYSC       | 5:53,39          | Répási Petra Kaptur Éva Torma Evelin Abigél Koczkás Dóra Gödöllői EAC | 3:54,97          | Zajovics Nóra Kószás Kriszta Takács Eliza Sorok Klaudia Győri AC        | 3:56,20               |
| 4 × 800 m váltó        | Ferenc Kata Balogh Evelin Perjés Fanni Kenesei Zsanett BEAC           | 9:09,57          | Kószás Kriszta Kozák Rebeka Erdélyi Katinka Takács Eliza Győri AC     | 9:18,95          | Weilert Virág Krizsák Piroska Maróthi Katalin Böhm Lilla KSI            | 10:15,85              |
| 20 km gyaloglás        | Madarász Viktória Újpesti TE                                          | 1:31:31          | Kovács Barbara Békéscsabai AC                                         | 1:43:15          | Lengyel Marianna Békéscsabai AC                                         | 1:47:42               |
| magasugrás             | Szabó Barbara Újpesti TE                                              | 1,92 m           | Luterán Petra Tatabányai SC                                           | 1,78 m           | Bihari Patricia KSI                                                     | 1,78 m                |
| rúdugrás               | Juhász Fanni Gödöllői EAC                                             | 4,00 m           | Szabó Diana Rozália Bp. Honvéd                                        | 3,80 m           | Kiss Réka Bp. Honvéd                                                    | 3,70 m                |
| távolugrás             | Farkas Györgyi Bp. Honvéd                                             | 6,26 m           | Schmelz Vivien Fanny Kecskeméti ARC                                   | 6,16 m           | Krizsán Xénia Bp. Honvéd                                                | 6,03 m                |
| hármasugrás            | Bajnok Eszter Favorit AC                                              | 12,92 m          | Hoffer Krisztina Tatbányai SC                                         | 12,59 m          | Vild Olívia Franciska Ferencvárosi TC                                   | 12,20 m               |
| súlylökés              | Márton Anita Békéscsabai AC                                           | 18,36 m          | Farkas Györgyi Bp. Honvéd                                             | 14,41 m          | Váradi Krisztina Maximus SE                                             | 14,16 m               |
| diszkoszvetés          | Márton Anita Békéscsabai AC                                           | 58,29 m          | Váradi Krisztina Maximus SE                                           | 50,32 m          | Kerekes Dóra NYSC                                                       | 49,99 m               |
| kalapácsvetés          | Orbán Éva VEDAC                                                       | 69,67 m          | Gyurátz Réka Dobó SE                                                  | 67,77 m          | Bácskay Zsófia Matild Continent Company SE                              | 66,87 m               |
| gerelyhajítás          | Szilágyi Réka Törökszentmiklósi DAK                                   | 54,92 m          | Moravcsik Angéla MTK                                                  | 54,47 m          | Bogdán Annabella Békéscsabai AC                                         | 54,11 m               |
| hétpróba               | Szűcs Noémi HÓDIÁK                                                    | 4798             | Ajkler Eszter Gödöllői EAC                                            | 4381             | Kovács Vivien Reménység Vác                                             | 4324                  |
| hétpróba csapat        | Nem volt induló.                                                      | Nem volt induló. | Nem volt induló.                                                      | Nem volt induló. | Nem volt induló.                                                        | Nem volt induló.      |
| 10 km                  | Kácser Zita Békéscsabai AC                                            | 35:30            | Kenesei Zsanett BEAC                                                  | 36:04            | Ferenc Katalin BEAC                                                     | 36:09                 |
| 10 km csapat           | Kenesei Zsanett Ferenc Katalin Hajdú-Anna BEAC                        | 15               | Kácser Zita Váczi Lili Szabó Krisztina Békéscsabai AC                 | 25               | Kószás Kriszta Forrás-Szakály Zsuzsanna Kozák Rebeka Győri AC           | 38                    |
| félmaraton             | Kácser Zita Békéscsabai AC                                            | 1:16:50          | Szabó Tünde Pécsi VSK                                                 | 1:17:31          | Staicu Simona Dunakeszi VSE                                             | 1:18:44               |
| félmaraton csapat      | Laluska Zsuzsa Rozsnyai Lilla Garai Ágnes ELTE ADSK                   | 4:17:14          | Merényi Tímea Horváth Tímea Nagy Gyöngyi Bp. Honvéd                   | 4:19:31          | Staicu Simona Kárász Krisztina Drahos Veronika Dunakeszi VSE            | 4:27:37               |
| maraton csapat         | Merényi Timea Krisztina Hornyák Zita Szarka Eszter Bp.Honvéd          | 9:30:03          | Laluska Zsuzsa Szabina Kiss Dóra Garai Ágnes ELTE ADSK                | 9:47:08          | Bosznay Diána Vincze Zsófia Zólyomi Kinga Csömöri Sport Kft             | 10:03:57              |
| mezeifutás 6 km        | Gyürkés Viktória Ikarus BSE                                           | 21:37,93         | Kácser Zita Békéscsabai AC                                            | 22:00,14         | Badis Anissa Zsófia VEDAC                                               | 22:18,64              |
| mezeifutás csapat      | Badis Anissa Zsófia Tóth Lívia Brassay Réka VEDAC                     | 15               | Mezei Zita Weiler Virág Szerencsi Ildikó KSI                          | 27               | Gulyás Vera Aradi Bernadett Mezei Sára Debreceni SC-SI                  | 42                    |
| 20 km gyaloglás csapat | Matalin Brigitta Récsei Petra Tóth Andrea Bp. Honvéd                  | 6:00:21          | Elek Dóra Gáti Mara Tóth Zsuzsanna Hunyadi DSE                        | 7:34:16          | Több induló nem volt.                                                   | Több induló nem volt. |

## Téli dobóbajnokság
Férfiak
| Versenyszám   | Arany                        | Arany   | Ezüst                   | Ezüst   | Bronz                 | Bronz   |
| ------------- | ---------------------------- | ------- | ----------------------- | ------- | --------------------- | ------- |
| diszkoszvetés | Huszák János Ferencvárosi TC | 61,30 m | Seres András MAXIMUS SE | 59,45 m | Káplár János NYSC     | 58,96 m |
| kalapácsvetés | Pars Krisztián Dobó SE       | 78,42 m | Pásztor Bence VEDAC     | 72,14 m | Hudi Ákos VEDAC       | 71,16 m |
| gerelyhajítás | Rivasz-Tóth Norbert TDAK     | 73,39 m | Magyari Zoltán MTK      | 68,76 m | Rab Attila Ikarus BSE | 68,45 m |

Nők
| Versenyszám   | Arany                       | Arany   | Ezüst                           | Ezüst   | Bronz                       | Bronz   |
| ------------- | --------------------------- | ------- | ------------------------------- | ------- | --------------------------- | ------- |
| diszkoszvetés | Márton Anita Békéscsabai AC | 56,02 m | Kerekes Dóra NYSC               | 50,93 m | Váradi Krisztina MAXIMUS SE | 50,77 m |
| kalapácsvetés | Orbán Éva VEDAC             | 67,75 m | Fertig Fruzsina VEDAC           | 66,67 m | Gyurátz Réka Dobó SE        | 65,56 m |
| gerelyhajítás | Ormay Anikó Bp. Honvéd      | 51,47 m | Bogdán Annabella Békéscsabai AC | 50,73 m | Moravcsik Angéla MTK        | 47,25 m |